# Lucky-7
Lucky-7 je česká vědecká družice, vynesená na oběžnou dráhu 5. července 2019 v 7:41:46 SELČ raketou Sojuz 2.1b z vzletové rampy 1S kosmodromu Vostočnyj v Rusku. Družice typu CubeSat 1U byla sestavena pro ověřování vlivu kosmického prostředí na spolehlivost komerčně dostupné elektroniky na bázi nejmodernějších polovodičů, obsahuje také senzory záření s možností sledování gama záblesků nebo barevnou kameru pro odhalení polární záře.

## Popis družice
Konstrukce družice vychází z aktuální podoby standardu malých družic CubeSat. Její rozměry jsou 112,0 × 112,0 × 113,5 mm a hmotnost necelých 1,5 kg. Pět stran družice je pokryto fotovoltaickými články, z nichž každý má výkon 1,5 W a slouží k nabíjení čtveřice LiFePO4 akumulátorů. O řízení družice se starají dva nezávislé palubní počítače a zdvojená je také komunikační linka. Výkon vysílače je 1 W a maximální přenosová rychlost 4 800 b/s. Komunikace probíhá v radioamatérské pásmu na frekvenci 437,525 MHz. Systém určování a řízení polohy a orientace využívá experimentální GPS modul, dále tříosý gyroskop a tříosý systém magnetických cívek. Experimentální vybavení tvoří:
- dva senzory kosmického záření o energiích od 0,3–3,0 MeV a 0,3–10,0 MeV
- barevná kamera s VGA rozlišením

## Vývoj
Studenti z ČVUT v Praze vytvářeli družici CzechTechSat-1 od roku 2011 a v roce 2014, po rozpadnutí studentského týmu a ukončení grantu, projekt převzala malá česká společnost SkyFox Labs. Vyvinutý hardware však zůstal na ČVUT a SkyFox Labs začal u mnoha komponent s vývojem od začátku. Družice je postavena z běžně dostupných elektrických součástek.

## Průběh mise
Družice byla vypuštěna 5. července 2019 v 7:41:45.962 SELČ pomocí nosné rakety Sojuz 2.1b s horním stupněm Fregat-M. Hlavním nákladem byla meteorologická družice Meteor-M 2-2 a 32 menších družic včetně Lucky-7. CubeSaty byly umístěny ve vypouštěcích kontejnerech společností Exolaunch. Po uvolnění družice Meteor-M 2-2 provedl stupeň Fregat-M několik motorických manévrů ke změně výšky a sklonu oběžné dráhy, menší družice byly vypuštěny mezi 10:30 až 12:00 SELČ na dvou různých oběžných drahách. Lucky-7 obíhá na počáteční heliosynchronní dráze s výškou 530 km, sklonem 97,5° a oběžnou dobou okolo 95 minut. Životnost družice na této oběžné dráze by neměla přesáhnout 20 let. První signál z radiomajáku družice Lucky-7 byl zachycen ve 14:11:57 SELČ a později bylo potvrzeno také správné fungování dalších palubních přístrojů včetně nabíjení akumulátorů. Přibližně týden po vypuštění budou spuštěny jednotlivé experimenty.